# ماريا بيرالدو دي كيروس
ماريا سالود بيرالدو دي كويروس (بالإسبانية: María Salud Bernaldo de Quirós) (من مواليد 26 مارس 1898 - تُوفيت في 26 سبتمبر 1983) وهي أول امرأة في إسبانيا تحصل على رخصة الطيران، واجتازت اختبارها في أوائل أكتوبر 1928 واستلمت الرخصة من المدرسة الوطنية للملاحة الجوية في 24 نوفمبر.

## حياتها
ولدت ماريا في 26 مارس 1898 في مدريد. تزوجت مرتين، أولاً من ابن عمها رامون بيرنالدو الذي توفي عام 1920، ثم من خوسيه مانويل سانشيز الذي أصبح رائدًا في ثيوداد رودريجو في مقاطعة شلمنقة، ولكنهم انفصلوا بعد ذلك بقليل.
كانت ماريا تحلم بالطيران في طفولتها، فبعد زواجها الثاني بدأت تتدرب تحت قيادة خوسيه رودريغيز دياز دي ليسيه في دي هافيلاند. حصلت ماريا على ترخيصها من شركة Aeroclub de España العقارية في مطار خيتافي جنوب مدريد. شاركت في العديد من المظاهرات والمعارض في شمال إسبانيا، بما في ذلك في فيتوريا-غاستيز، سان سيباستيان، أوفييدو، خيخون وفيغو. كما حلقت مع خايمي (دوق سيغوفيا) وعندما وصلت إلى لا كورونيا في عام 1929 كانت ترمي الزهور أثناء مرورها وفي العام نفسه تلقت شارة الطيران العسكرية من نادي Aero الملكي، وهو تمييز نادر. تطورت علاقتها مع مدربها دياز دي ليسيا، مما أدى إلى طلاقها مع زوجها في عام 1929، لتصبح واحدة من أوائل النساء اللواتي استفدن من قانون الطلاق في الجمهورية الثانية.
وأكدت كيف أصبحت «امرأة حديثة» في عدة مقابلات نُشرت في الصحافة. في إحدى المرات، قالت: «مع تطور الرأي العام، سيدرك الناس أن النساء يمكنهن القيام بأشياء كثيرة أفضل من التطريز».
نتيجة الحرب الأهلية الإسبانية، لا يُعرف إلا القليل عن حياة بيرنالدو اللاحقة. حيث واصلت حياتها مع دياس دي ليسيا حتى مات في عام 1967.
توفيت برنالدو في 26 سبتمبر عام 1983. لم يكن لديها أطفال. يحمل اسم شارع سيوداد رودريغو اسمها.